# Irrelohe
Irrelohe ist eine Oper in drei Akten von Franz Schreker, der die Musik komponierte und das Libretto verfasste. Die Handlung ist der gothic novel von Edgar Allan Poe und E. T. A. Hoffmann nahe, und spielt im 18. Jahrhundert auf Schloss und Dorf Irrelohe, einem imaginären Ort, zu dessen Namen Schreker auf der Durchfahrt durch den Bahnhof Irrenlohe inspiriert wurde. Die Oper wurde 1924 in Köln uraufgeführt.

## Handlung

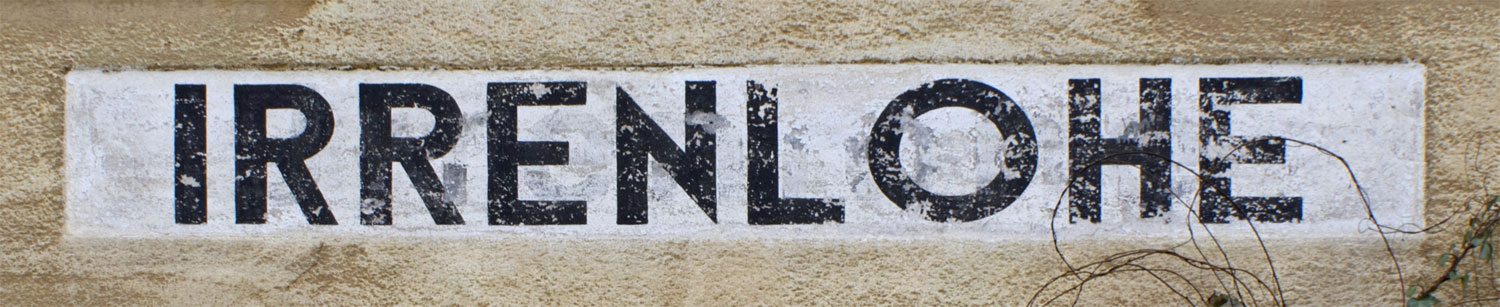
Bahnhof Irrenlohe, Stadt Schwandorf

Auf dem Schloss Irrelohe lastet ein Fluch: Das Geschlecht derer von Irrelohe entstammt der Verbindung eines verrückten Mannes mit einem weiblichen Wassergeist. Aus diesem Fluch kommt im Leben eines jeden Grafen Irrelohe der Tag, an dem er entflammt von Wahnsinn (Irrelohe) eine Frau vergewaltigt und danach in Wahnsinn versinkt und umnachtet stirbt. Auch der alte Graf hat so an seinem Hochzeitstag vor dreißig Jahren ein Mädchen aus dem Dorf vergewaltigt und ist dem Wahnsinn verfallen. Sein Sohn, der junge Graf Heinrich, lebt nur in der Welt der Bücher und verlässt das Schloss kaum. Die alte Schankwirtin Lola – die jenes Mädchen war – singt jeden Abend dasselbe Lied. Ihr Sohn Peter, der aus der Vergewaltigung stammt, ist ein Einzelgänger, nur mit der Försterstochter Eva hat er Kontakt. Auf Eva hat es auch der junge Graf abgesehen. Der irre Musikant Christobald, der einst mit Lola verlobt war, legt jedes Jahr im Ort ein Feuer. Die Handlung kreist um das Geheimnis, was vor dreißig Jahren geschah.

## Entstehung und Aufführung
Nach Abschluss der Komposition des Schatzgräbers im Herbst 1918 wandte sich Schreker neuen Opernprojekten zu. Er war stark von der ägyptischen und griechischen Memnon-Mythologie beeindruckt, besonders in der 1885 erstmals publizierten Darstellung von Adolf Friedrich von Schack. Im Sommer 1919 verfasste er ein Libretto, dessen Handlung im alten Ägypten angesiedelt ist. Kurz nach Abschluss dieser Arbeit schrieb er in nur drei Tagen ein zweites Libretto, das er Irrelohe nannte: auf der Reise von Dresden nach Nürnberg hielt sein Zug im Bahnhof Irrenlohe, und bei der Stationsdurchsage hörte er Irrelohe: „Flammender Wahnsinn!“ Schreker vollendete die Komposition von 1920 bis 1922, die Oper wurde 1923 erstmals veröffentlicht.
Die Uraufführung fand am 27. März 1924 im Stadttheater Köln unter Leitung von Otto Klemperer statt, Aufführungen in sieben weiteren Städten folgten. Die Oper wurde mit gemischten Kritiken aufgenommen und fand keinen festen Platz im Repertoire. Die Oper Bielefeld führte Irrelohe 1985 auf, es folgten die Wiener Volksoper (2004), die Oper Bonn (2010) und das Pfalztheater Kaiserslautern (2015).